# 少女大人
《少女大人》（英語：Maiden Holmes），2020年中国大陆架空古裝剧。由陈瑶、张凌赫、张家鼎、王艺哲领衔主演，于2019年5月開機，8月杀青。於2020年8月27日腾讯视频、台灣WeTV獨家播出。

## 播出时间
| 频道     | 所在地 | 播出日期      | 播出时间                             | 备注 |
| -------- | ------ | ------------- | ------------------------------------ | ---- |
| 腾讯视频 | 中国   | 2020年8月27日 |                                      |      |
| WeTV     | 臺灣   | 2020年8月27日 | 週五至週日20:00更新2集、VIP搶先看6集 |      |

## 故事大綱
《少女大人》讲述了梵延纳国越境入侵，大粱王朝的十九岁齐王萧衍临危受命，其浴血奋战扭转战局，却在最终洪谷之战中身中埋伏，全军覆没。死里逃生回返朝堂時遭攝政云王追责问罪，兵权遭卸。面对云王扶持幼帝登基，暗夺皇权，齐王和小皇帝达成默契，选择暂时退让。自此之后，齐王不再过问朝纲之事，私下化名裴昭，开始游戏人间。实则暗中调查，誓要还当年兵败一个真相。因调査赈灾银丢失案，裴昭在清水县偶遇明镜署少署苏瓷，因对其冷淡的个性和超高的破案能力产生兴趣，结伴同行。途中，裴昭与苏瓷结识了飞云山庄少庄主谢北溟和毒王之女董如双，四人结成探案小分队。随着案件—个个被侦破，危险也逐渐临近。苏瓷的真实身份被揭开，当年战争的真相渐渐浮出水面，探案小分队卷入朝廷的权利之争，真相、爱情、友情、亲情等重重考验接踵而来。

## 演员列表

### 主要演员
| 演員   | 角色         | 介紹 | 配音   |
| 陈瑶   | 蘇瓷／白憶安 | 明镜署少署、白良族族長獨女 名满京城的少年神探。白良族白盛与白茗的女儿，为了洗清白良族冤情女扮男装隐瞒身份。观察能力、推理能力、破案能力强，武功不错、擅长舞蹈、通音律，且过目不忘。为人外冷内热。她崇拜齐王觉得他是一个很纯粹的人，可并没有见过他本人，只能从话本里了解他的事迹。但當她知道了齊王的身份後卻發現幻想永遠只是幻想⋯⋯ 後來還誤會了他是滅族的凶手！小时候逃亡时被在出征途中的齐王所救，并从他手中得到了刻有衍字的匕首，还被嘱咐不管多难一定要活下去，但其并不知道齐王的身份。流浪时，被一位师太收养并被传授探案技巧，从小被当成男孩子养大，后在师太的帮助下成功进入明镜署。在一次傳盧唱典,女扮男装之事被发现后，被关进天牢严刑拷打。后齐王请求皇上让其调查芸川公主中毒案以戴罪立功。案情破获后，皇上乘机推行女官制并封苏瓷为正五品官员。在白良滅族案中,從齊王口中得知,當時進獻補藥的人為雲王妃，從布商得知白良錦為南潯許家織造,意外扯出蠶花娘娘案。在烟花案、白良案、洪谷案一并破获后，被皇帝赐婚齐王。一年后，与齐王、谢北溟、董如双、飞鸢一起如同初遇时一般云游四方查案。 | 申秋香 |
| 张凌赫 | 裴昭／萧衍之 | 齐王 智勇双全、内心柔软。人前扮演风流少爷，私下沉着稳重。战事结束后，云王向皇帝进言收回兵符，为了不让皇帝为难以及离开这宦海风波，自愿交上兵符。因为眼睛在与梵延纳的战争中被毒箭所伤，所以视力不好，为此他的嗅觉变得灵敏。因为苏瓷，他决定要治好眼睛。他是第一个发现苏瓷是女子的人，同时也喜欢上了她。小时候曾在出征途中救过苏瓷，并被苏瓷咬了一口，他送了苏瓷一把刻有衍字的匕首，但并不知苏瓷身份。白良族被灭时，曾派蒋希文前去阻止，可赶到时已经为时已晚，蒋希文核对人数时，发现少了白良族族长白盛的女儿。在白良滅族案查清事實真相後,得知苏瓷為白良族長之倖存女兒，並與蘇瓷承諾一起查出真相，還白良族一個清白。從太后口中得知當時進獻給先皇補藥的人便是雲王妃。在烟花案、白良案、洪谷案一并破获后，皇帝赐婚他与苏瓷。一年后，与苏瓷、谢北溟、董如双、飞鸢一起如同初遇时一般云游四方查案。 | 錢文青 |

### 其他演员
| 演員             | 角色       | 介紹 |
| 张家鼎           | 谢北溟     | 飞云山庄少主 武功高强。为人非常憨，喜欢见义勇为、打抱不平。对董如双一见钟情，因此想尽办法对她好并且在她心中树立一个厉害的形象，可她心里只有董如雙，为此他感到非常苦恼。后來他发现自己是雲王的義子⋯⋯還因忠孝兩難而決定一死了之？！所有事情尘埃落定后，与董如双一起云游四方治病救人。一年后，与苏瓷、齐王、董如双、飞鸢一起如同初遇时一般云游四方查案。 |
| 王艺哲           | 董如双     | 江湖少女 医术高，且擅长用毒。活泼开朗，鬼马跳脱，豪爽快乐，也是个敢爱敢恨的小姑娘，加入队伍当中就一直成为不可缺少的存在。起初因苏瓷极强的探案能力对苏瓷产生了好感，后来知道苏瓷是女子伤心了一阵子并且不愿意听苏瓷解释，但经过了裴昭的解釋安慰（說明苏瓷女扮男裝真正用意和背後不為人知的過去辛酸）后想通了并且与苏瓷和好。在芸川公主中毒案時,因為谢北溟的陪伴相助,漸漸對谢北溟有些許好感。所有事情尘埃落定后，与谢北溟一起云游四方治病救人。一年后，与苏瓷、齐王、谢北溟、飞鸢一起如同初遇时一般云游四方查案。 |
| 黄毅             | 飞鸢       | 齐王贴身侍从 忠心耿耿，上得厅堂下得厨房，烧得一手好菜，开朗单纯，是一位孤儿，小时候被齐王从征战当中捡回来，一直照顾着裴昭的日常起居，贴心又可爱，经常会说出一些话逗得大家十分开心。一开始以为苏瓷是男子就以为裴昭有断袖之癖，后来知道苏瓷是名女子才放下心来。在蒋希文死后，决定像他一样做齐王的得力助手。一年后，与苏瓷、齐王、谢北溟、董如双一起如同初遇时一般云游四方查案。 |
| 李进荣           | 雲王       | 皇叔 他是大梁皇帝和齐王的皇叔，也是谢北溟的义父。野心勃勃，腹黑深沉，一直觊觎皇位。他向皇帝进言收回齐王手中的兵符让皇帝很是为难。在齐王与苏瓷查案时，多次派人阻挠。与谢北溟父亲是好友，成為谢北溟的義父，疼爱并且看着谢北溟长大，教其习武。在谋逆失败时，谢北溟为其挡剑并进行了一番劝说，最终放下了手中的剑，可是在臨死前還惦记着皇位。 |
| 朱旻昕           | 蔣希文     | 齊王侍衛 智勇雙全，帥氣溫柔，知道裴昭的秘密，一直都忠心耿耿。曾奉齐王之命前去阻止白良族被灭，可赶到时太晚了。弟弟死後，喜歡上了宋瑤，想讓齊王作主，與她永遠在一起。因田勇被殺案被牽連入獄，最终为了不被雲王利用来害齐王而选择割腕自尽。 |
| 常铖             | 刘玄／白景 | 明鏡署總署 是蘇瓷的上司，一直都十分疼爱蘇瓷，知其爱好，會給她齐王買小話本。白良族被灭时，因不在村裡才逃過一劫。一直知道苏瓷的身份，因此对其格外的爱护。為煙火有鳳來儀添加毒粉，承認自己為白景,想替白良族謀逆案平反。自杀前，提醒苏瓷小心云王。 |
| 虞海亮           | 羅鑫       | 明鏡署少署→明镜署总署 為人心气高傲、剛正不阿，探案能力雖不及蘇瓷，但也是明鏡署的風雲人物且武功在苏瓷之上。视苏瓷为最大的竞争对手，但在苏瓷不在时会帮其处理案件。在刘玄死后，皇帝本欲提拔苏瓷为新的总署，可齐王为留苏瓷在身边便以苏瓷资历尚浅为由让皇帝升罗鑫为总署。 |
| 黃星羱           | 皇帝       | 齐王的弟弟，與齊王感情很好，且懂齐王的心思。常因雲王在朝堂上多次發難齐王而左右两難。 |
| 张棪琰           | 太后       | 温柔端庄。疼愛皇帝，深愛先皇。对齐王虽不及对皇帝的疼爱但也是关心的，一直想着齐王娶妻生子、开枝散叶。曾从云王妃处得来了一种补药药方，间接的害死了先皇，得知真相後痛心不已。 |
| 刘誉坤           | 彭毅       | 雲王侍衛 在七伏鎮想刺殺齊王與蘇瓷，被蔣希文殺死。 |
| 陈偌汐           | 梨雨       | 雲王侍女 武功高强。自薦為芸川公主出使齊國時受訓的琴師，建議芸川公主更換碧香草枕頭有利於睡眠,及給予芸川公主松木琴，實則迫使芸川公主中毒,便於嫁禍給齊王。之後因放在床邊暗格的書信,而暴露主使者為刑部尚書雷爭。之後去牢裡送上毒藥給煙火工匠時,暴露自己的身分被捕。 |
|                  | 蕭君昊     | 永安侯世子 不务正业、风流好色的公子哥儿。老是调戏良家妇女。綁架蘇瓷后，得知其是女子，欲圖謀不軌，後被齐王连夜上奏皇上流放邊疆。后被云王带回做证明苏瓷为女子的证人。 |
| 龙王吞银案       |            | |
|                  | 孔五德     | 清水縣令 帮着幕后之人偷出赈灾银来购买兵器。几次阻挠苏瓷与齐王查案，甚至诬陷苏瓷非明镜署官员而是假冒的以此抓她并灭口，但未遂。 |
|                  | 沙度       | 梵延纳商人 好色成性。与清水縣令孔五德一起将赈灾银藏了起来。 |
| 嫁衣案           |            | |
| 王术一           | 曲臨江     | 畫師 專畫美人圖，擅催眠。因想畫出心中最美女子畫像,利用傅子佑未婚妻跳城牆杜嵐美手,章和三年十二月藝妓靜娘烏黑秀髮,章和四年二月吞金女子安氏脖子,章和四年八月投湖女子林氏唇,苏瓷慧眼,犯下九名美人嫁衣自殺案。因他在牢中把苏瓷女装模样画下，导致苏瓷女扮男装的秘密被发现。 |
| 盧勇             | 徐諤       | 鎮遠侯 多次幫助齊王，因愛女徐芝遇害，對齊王失望。 |
|                  | 徐芝       | 鎮遠侯之女 小时候便认识齐王。一心想嫁給齊王，因此在父亲的帮助下進入了王妃入選名單。进宫后，服侍婢女小芸受雲王指使将她杀死并将其伪装成嫁衣案的受害者。 |
|                  | 杜嵐       | 傅子佑未婚妻 原想與傅家二公子傅子卓私奔，後打消念頭與傅子卓表明，當晚被曲臨江畫師催眠(晴天聽雨聲)掉落城牆遇害。喜歡傅子卓。 |
| 徐晗             | 傅子卓     | 傅家二公子 是齊王的好朋友，和杜嵐原是青梅竹馬，却因父母之命，導致杜嵐與大哥訂了婚，爾後在案件的發生當中誤會他就是殺人凶手，實則善良坦蕩。 |
| 马昊             | 傅子佑     | 傅家大公子 是齊王的好朋友，因徐芝之死，被皇帝降職。後保護芸川公主有功，官復原職。喜歡杜嵐。在芸川公主表白时，拒绝了她。 |
| 芸川公主中毒案   |            | |
| 依米娜           | 芸川       | 北戎公主 朔木的妹妹。與齊王和親,被下毒,分別是碧香草在枕頭(琴師梨雨建議更換),松木琴(琴師梨雨打造),中催魂四味散之毒，後被董如雙醫治痊瘉。喜歡傅子佑，被拒绝后在離開會所回去北戎時送其自己亲手做的剑穗以表弄丢其亡妻杜岚送他的剑穗的歉意，并告诉他不会强迫他去喜欢自己。 |
| 耶尔凡           | 朔木       | 北戎親王 一开始，因听说齐王战绩觉得他是名勇士便相中齐王来做芸川公主的和亲对象。后齊王故意在与其聊天时说到自己已是位閒散王爺，經常会遭人毒手。因此朔木怕芸川日後有危險，便以芸川爱胡闹为由与皇帝協商取消婚約。 |
| 胡希凡           | 車延       | 北戎使臣 对朔木親王与芸川公主忠心耿耿，但被主戰首領諾護以一家老小的性命胁迫刺殺芸川公主。 |
| 陈明             | 呼延       | 北戎使团大夫 在芸川公主中毒后为其看病。后由董如双接手为芸川解毒。 |
|                  | 雷爭       | 刑部尚書 雲王親信，原禮部使用文書為開花榜紙，因黎雨遺留床邊暗格的書信致使自己偽造文書(自己文書為開花紙,遇水不能滲透),被雲王以護駕名義滅口。 |
| 前兵部尚书之死案 |            | |
|                  | 梁楓       | 前兵部尚書 為了給兒子梁程在官場舖路，棄女婿張玉華生死不顧。 |
| 于雷             | 梁程       | 梁楓之子 因涉嫌殺害父親，被關押。后在狱里被杀人灭口。 |
| 斯琴高丽         | 梁妏       | 張玉華之妻 梁枫养女。是杀害梁枫的另一名凶手，她在梁程砸伤梁枫后，进入房间用力地砸死了梁枫。说出杀人动机并得到齐王帮其夫报仇的承诺后，傷心過度，自殺而亡。 |
|                  | 張玉華     | 將軍 當年在洪谷戰場中，為救與敵軍勾結的雷爭，援兵統領梁程與梁楓捨其而亡。 |
| 白良灭族案       |            | |
|                  | 李木       | 代寫書生 為治療弟弟李林的疾病才偽造了白良族勾結的信件。當年被弟弟關在密室，逃過大火。身份暴露後遭暗殺滅口。 |
|                  | 李林       | 李木弟弟 一出生，被算出命盤帶大凶，到成年前都不能見人，所以無人知曉李木還有個弟弟。當年被人誤作為李木，慘遭殺害。 |
|                  | 白盛       | 白良族族長、苏瓷父亲、白茗丈夫 族人擅長製作白良錦，此功藝不外傳。七年前被冤妄勾結敵國，慘遭滅族。其女苏瓷（白亦安）因躲在井里而逃过一劫。 |
| 蚕花娘娘案       |            | |
| 許紫青           | 許孟昌     | 南潯鎮許氏綢緞商 與孫氏綢緞商孫博是競爭對手。为平息百姓不满，被孫博逼迫把大女儿嫁给孙家。曾因百姓议论他倚仗许大娘子刘氏娘家势力而决心与现任许夫人联手毒害许大娘子。最後被婆婆殺害。 |
| 吳瓊             | 許夫人     | 許冰潔之母 名曰晓莹。原是許大娘子救下的丫鬟。进许家没多久后，就爬上了妾室的位子。恩将仇报与许老爷毒害许夫人以此爬上正房的位子做了许夫人。 |
| 張歆瑩           | 許青眉     | 許家大小姐 許大娘子刘氏之女，許老爺為了平事，欲將其嫁給孫博，而在想跳河尋死時，被經過的齊王一行人搭救。温婉端庄、行事低调。一直是婆婆在悉心照料，觉得婆婆是今后唯一的依靠。 |
| 趙芝玉           | 許冰潔     | 許家二小姐 骄纵、胆小、好吃懒做。凭撒娇来获得父亲的宠爱，常对别家小姐炫耀家里的财富以及父亲的宠爱。 |
| 李曉紅           | 婆婆       | 前浣衣局宮女 當年遭雲王手下追殺，被許大娘子救下。对许大娘子与其女許青眉忠心耿耿，看不惯许老爷与现任许夫人毒害许大娘子，经常为许老爷疼爱二小姐胜过大小姐而抱不平,是用迷藥迷倒孫博後,將其頭上裹上白布後再用濕布水滴滴落,使其裹布慢慢滲透,導致孫博跌落水中溺斃而亡,許孟昌因長期欺負長女許青眉而被其殺害,何達因想跳槽到孫氏也為其用木炭焚燒不全殺害,蚕花娘娘頭像為其包裹臘與白磷,利用白磷遇到高溫產生自燃現象。是當年给白良錦下慢性毒-緋月的宮人，表明幕後指使者是雲王後服毒自盡。                                |
|                  | 何達       | 因有許大娘子刘氏的教導而學會蚕絲吊六枚銅錢的技術想跳槽到孫氏，知曉婆婆當年被追殺的秘密，頭部被包裹成繭而被殺害。 |
|                  | 許大娘子   | 許青眉之母 刘氏。从婆婆处学会了如何织白良锦。遭許孟昌與現任許夫人合計毒害而亡。 |
| 田勇被杀案       |            | |
|                  | 宋瑤       | 蔣希武之妻 丈夫死後，經營一家叫瑤華齋的胭脂舖，喜歡蔣希文。 |
|                  | 蔣希武     | 蔣希文的弟弟 與宋瑤成親不到半個月就跟齊王出征，戰死沙場。 |
|                  | 田勇       | 調戲過宋瑤，被蔣希文打了一頓。曾修繕過沙度在城東郊青山下的庫房，被雲王侍女梨雨滅口。 |

## 电视剧歌曲
| 曲序 | 曲目                                                                                |       | 作曲   | 编曲         | 演唱           |
| ---- | ----------------------------------------------------------------------------------- | ----- | ------ | ------------ | -------------- |
| 1.   | 是我非我（片头曲）                                                                  | 崔恕  | 魯士郎 | 蘇芷揚、高揚 | 崔子格         |
| 2.   | 望歸人（片尾曲,第15集插曲,）                                                        | 袁亮  | 趙佳霖 | 趙佳霖       | 葉炫清、李行亮 |
| 3.   | 鏡花水月（第10集插曲1,第22集插曲2）                                                 | 崔恕  | 王可   | 王可         | 崔子格         |
| 4.   | 生根落地（第10集插曲2,插曲第12～14集,第20集插曲,第22集插曲1,第23集插曲,第32集插曲） | 陶錚  | 王可   | 王可         | 陳瑤           |
| 5.   | 傾城小時光（插曲第14集）                                                            | 金小K | 岑思茹 | 方磊         | 斯琴高麗       |

## 外部
- 少女大人的新浪微博